# Kolbor
Kolbor (persiska: كلبر, گُلپَر, گُلبار) är en ort i Iran.   Den ligger i provinsen Lorestan, i den centrala delen av landet, 300 km sydväst om huvudstaden Teheran. Kolbor ligger 1 974 meter över havet och antalet invånare är 314.
Terrängen runt Kolbor är kuperad åt sydost, men åt nordväst är den platt. Runt Kolbor är det ganska glesbefolkat, med 48 invånare per kvadratkilometer. Närmaste större samhälle är Aznā, 19,1 km söder om Kolbor. Trakten runt Kolbor består i huvudsak av gräsmarker.